# フレデリク5世 (デンマーク王)
フレデリク5世（デンマーク語: Frederik 5., 1723年3月31日 - 1766年1月13日）は、デンマーク＝ノルウェーの王（在位：1746年 - 1766年）。クリスチャン6世とソフィー・マグダレーネ王妃の息子。フレゼリク5世とも表記される。

## 生涯
1723年、当時はまだ王太子であったクリスチャン6世とホーエンツォレルン家傍系のソフィー・マグダレーネ王妃の息子。1730年に祖父のフレデリク4世が亡くなると王太子になり、1746年にクリスチャン6世が亡くなると王になった。
フレデリク5世の個人的な影響は限られたものであった。彼はアルコール依存症だと指摘され、統治のほとんどは有能な大臣であるエーダム・ゴトロプ・モルトケ、ヨハン・ハルトヴィヒ・エルンスト・フォン・ベルンシュトルフとハインリヒ・カール・ヴォン・シメルマンによって行われた。彼らはデンマークがヨーロッパの戦争に巻き込まれることを拒んだ。その結果、間近でロシア帝国とスウェーデンの戦争が行われていたにもかかわらず、デンマークは七年戦争の時も中立を維持した。
フレデリク5世は芸術に興味がなかったが、抑圧的でもなく、その治世中にコペンハーゲン王立劇場と王立デンマーク芸術アカデミー（Det Kongelige Danske Kunstakademi）を創設した。
1754年にデンマーク領西インド諸島をデンマーク西インド会社から購入した。
1760年に事故で足が怪我すると体がだんだん弱くなり、1766年に死去した。最後の言葉は「余にとって大いなる慰みは晩年において、けして何人もわがままに攻撃しなかったことと、余の掌に一滴の血が落ちなかったことである」であったという。死後はロスキレ大聖堂、ルイーズ王妃の傍に葬られた。

## 結婚と子女
フレデリク5世はイギリス王ジョージ2世とキャロライン王妃の娘ルイーズと結婚した。2人は5人（うち1人は早世）の親となったが、ルイーズ王妃は1751年12月19日に死去した。
- クリスチャン（1745年7月7日 - 1747年6月3日）
- ソフィーエ・マウダレーネ（1746年7月3日 - 1813年8月21日） - スウェーデン王グスタフ3世妃。
- ヴィルヘルミーネ・カロリーネ（1747年7月10日 - 1820年1月19日） - ヘッセン選帝侯ヴィルヘルム1世妃 。
- クリスチャン7世（1749年1月29日 - 1808年3月13日）
- ルイーセ（1750年1月30日 - 1831年1月12日） - ヘッセン選帝侯ヴィルヘルム1世の弟カールの妻。フレデリク6世妃マリーの母、クリスチャン9世の祖母。

フレデリクは1752年にブラウンシュヴァイク＝ヴォルフェンビュッテル公フェルディナント・アルブレヒト2世の娘ユリアーネ・マリーと再婚し、間に息子を1人もうけた。
- フレデリク（1753年10月11日 - 1805年12月7日）

フレデリク5世はまた、エルゼ・ハンセンとの間に5人の隠し子をもうけた。
フレデリク5世の時代から100年のうちに、デンマークはオレンボー王家の男子が断絶する問題に直面し、これはデンマークとシュレースヴィヒ＝ホルシュタイン公国に影響した。結局、曾孫フレデリク7世の代で王家の男子は絶え、女系の曾孫であるクリスチャン9世（同じく曾孫であるルイーゼ・フォン・ヘッセン＝カッセルと結婚）が継承した。
| 先代 クリスチャン6世                            | デンマーク王・ノルウェー王 1746年 - 1766年                                                               | 次代 クリスチャン7世        |
| 先代 クリスチャン6世                            | シュレースヴィヒ公 1746年 - 1766年                                                                       | 次代 クリスチャン7世        |
| 先代 クリスチャン6世 カール・ペーター・ウルリヒ | ホルシュタイン公 1746年 - 1766年 同職：カール・ペーター・ウルリヒ 1746年 - 1762年 パウル 1762年 - 1766年 | 次代 クリスチャン7世 パウル |
| 先代 クリスチャン6世                            | オルデンブルク伯 1746年 - 1766年                                                                         | 次代 クリスチャン7世        |